# Jaime Santos Latasa
Jaime Santos Latasa (San Sebastián, 3 luglio 1996) è uno scacchista spagnolo, grande maestro.
Bronzo alle Olimpiadi degli scacchi, è nella top 100 della Classifica mondiale FIDE dall'agosto del 2022.

## Carriera
Allenato sin da quando aveva nove anni dal maestro internazionale spagnolo Marcelino Sión Castro, Santos Latasa ha ottenuto importanti risultati sin dalle giovanili, vincendo il campionato spagnolo under 12 di Padrón nel 2008, il campionato spagnolo under 14 di Linares nel 2010, il campionato spagnolo under 16 di Salobreña nel 2012. Si piazza tra il sesto e il sedicesimo posto al Mondiale giovanile di al-'Ayn nel 2013 nella categoria under 18, con il punteggio di 7,5 su 11. Sarà decimo per spareggio tecnico.
Nel settembre del 2020 sfiora la vittoria del campionato spagnolo, classificandosi primo con 7,5 punti su 9 a pari merito con David Antón Guijarro. Quest'ultimo sarà proclamato campione di Spagna per migliore spareggio tecnico.
Fra marzo e aprile del 2022 si classifica quinto agli Europei individuali di Podčetrtek con il punteggio di 8 su 11, qualificandosi alla Coppa del Mondo di Baku. Nell'agosto di quell'anno partecipa alle Olimpiadi di Chennai con la rappresentativa spagnola, dove con 8 punti su 10 realizza la terza prestazione individuale in quarta scacchiera, che gli varrà la medaglia di bronzo. Chiude l'anno aggiudicandosi i campionati europei rapid di Katowice con il punteggio di 9,5 su 11.
Nel luglio del 2023 vince il torneo a eliminazione diretta "Ciudad de León" a León battendo in finale il già finalista mondiale Boris Gelfand con il risultato di 2,5-1,5.
In agosto arriva al quarto turno della Coppa del Mondo di Baku, dopo aver eliminato al terzo turno il Super GM azerbaigiano Teimour Radjabov agli spareggi con il risultato di 2,5-1,5. Verrà eliminato dal grande maestro svedese Nils Grandelius per 0,5-1,5.